# Proiezione di Winkel-tripel

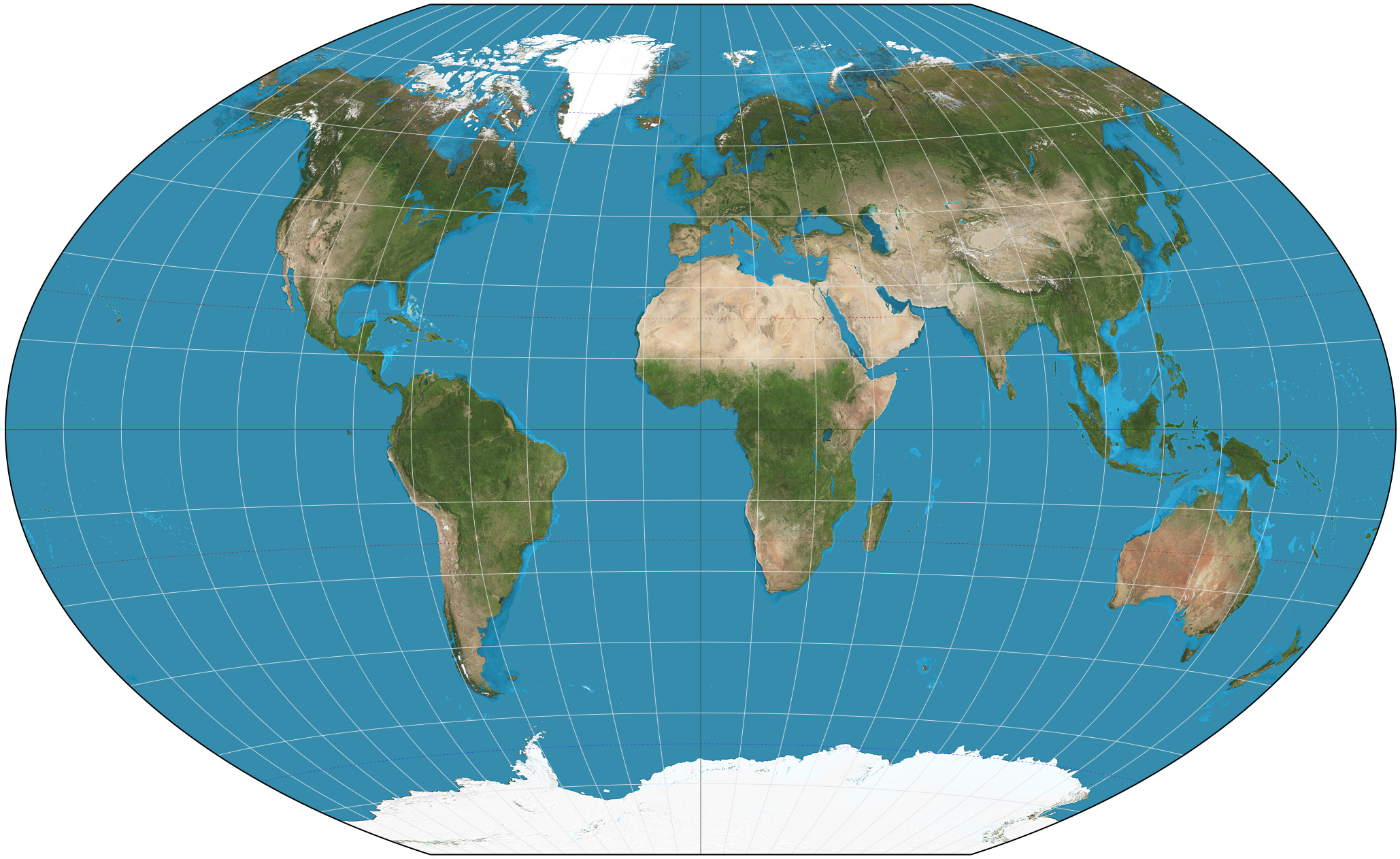
Mappa del mondo ottenuta usando la proiezione di Winkel-tripel. Reticolato 15°

La proiezione di Winkel-tripel con l'indicatore di deformazione di Tissot

La proiezione di Winkel-tripel (anche chiamata Winkel III) è una proiezione azimutale modificata proposta da Oswald Winkel nel 1921. La parola "tripel" (significa triplo in tedesco) nel nome si riferisce all'obiettivo di minimizzare la distorsione delle 3 proprietà di una mappa: area, distanza e forma. Bisogna ricordare anche che non esiste una mappa perfetta, questo è solo un prototipo di rappresentazione grafica del globo

## Algoritmo
{\displaystyle x={\frac {1}{2}}\left[\lambda \cos \varphi _{1}+{\frac {2\cos \varphi \sin {\frac {\lambda }{2}}}{\mathrm {sinc} \,\alpha }}\right]}
{\displaystyle y={\frac {1}{2}}\left[\varphi +{\frac {\sin \varphi }{\mathrm {sinc} \,\alpha }}\right]}
dove {\displaystyle \lambda } è la longitudine dal meridiano centrale della proiezione, {\displaystyle \varphi } è la latitudine {\displaystyle \varphi _{1}} è il parallelo standard delle proiezioni equidistanti cilindriche e
{\displaystyle \alpha =\arccos \left[\cos \varphi \cos {\frac {\lambda }{2}}\right]}
{\displaystyle \mathrm {sinc} \,\alpha } è la funzione seno cardinale non normalizzata con il punto di discontinuità eliminato. Nel suo progetto Winkel pose :
{\displaystyle \varphi _{1}=\arccos {\frac {2}{\pi }}\,}

## Utilizzo
Nel 1998 la proiezione di Winkel-tripel venne adottata dalla National Geographic Society come proiezione standard per le mappe del mondo sostituendo la proiezione di Robinson. Molti istituti di istruzione e libri di testo seguirono l'esempio della National Geographic adottando la stessa proiezione.